# Cinisca
Cinisca (en llatí Cynisca en grec antic Κυνίσκα "Kiníska") va ser una princesa espartana, filla d'Arquidam II, rei d'Esparta, que va rebre el nom del seu avi Zeuxidam, que de renom era conegut com a Cínisc (Cyniscos o Cyniscus). Va ser la primera dona que va portar cavalls en uns jocs i la primera que va aconseguir una victòria als Jocs Olímpics de l'antiguitat l'any 396 aC.
Va néixer l'any 440 aC a Esparta, filla d'Arquidam i germana del futur rei Agesilau II. Pausànias la descriu com una dona boja, un "cavaller" expert i molt ric, que podia dedicar-se a entrenar cavalls. Tenia talent i era molt ambiciosa, i va ser la primera dona que va criar cavalls i els va entrenar per guanyar uns Jocs Olímpics.
Cinisca va entrenar un bon equip que va competir als Jocs Olímpics. Va guanyar la cursa de quadrigues (τέθριππον) dues vegades, el 396 aC i després el 392 aC. Probablement no va poder veure les seves victòries. S'ha especulat molt sobre les motivacions d'Agesilau per orientar la seva germana cap a competicions eqüestres. Una possible explicació diu que volia reactivar l'esperit guerrer de la societat espartana. Segons Xenofont, el seu germà l'hauria animat a criar cavalls i participar en els Jocs, per desacreditar la participació femenina. Va considerar que la seva victòria a la cursa de carros era una victòria sense mèrit, un símbol de despesa econòmica. Després d'una victòria femenina, esperava demostrar la manca de virilitat de l'esport. Tot i això, les victòries de Cinisca no van impedir que els espartans rics participessin a diverses curses.
Cinisca, segons diu Pausànias, va ser honorada amb una estàtua de bronze, on se la representava al costat d'una quadriga que es trobava al Temple de Zeus Olímpic a Olímpia. Aquesta obra, realitzada per Apel·les de Colofó, era al costat d'una altra de Troilos, amb una inscripció que indicava que era la única dona que havia guanyat en una cursa de quadrigues.